# Лазарев, Михаил Гаврилович
Михаил Гаврилович Лазарев (21 июля 1923, Ростов-на-Дону — 2 ноября 1992, Самара) — советский театральный актёр, народный артист РСФСР.

## Биография
Михаил Гаврилович Лазарев родился 21 июля 1923 года в Ростове-на-Дону. В 1926—1938 годах семья жила в Ереване. Участвовал в Великой Отечественной войне. После войны в 1946—1949 годах учился в Московском государственном институте театрального искусства им. А. В. Луначарского (ГИТИС).
В 1950—1955 годах играл в Днепропетровском академическом театре русской драмы им. М. Горького.
В 1955—1989 годах был ведущим актёром Куйбышевского театра драмы. Сыграл 135 ролей. Руководил молодёжной студией при театре., Куйбышевским отделением Союза театральных деятелей. Член КПСС, был секретарём партбюро театра. В 1989 году после конфликта с главным режиссёром Петром Монастырским ушёл из театра вместе с женой.
Умер 2 ноября 1992 года в Самаре, похоронен на Актёрской аллее Городского кладбища.

### Семья
- Жена — актриса Любовь Алексеевна Альбицкая (1941—2021), заслуженная артистка России.

## Награды и премии
- Заслуженный артист РСФСР (28.02.1968).
- Народный артист РСФСР (14.08.1978).

## Работы в театре
- «Мария Стюарт» Ф. Шиллера — Мортимер
- «Ханума» А. Цагарели — князь Вано
- «Дело Артамоновых» по М. Горькому — Никита
- «Варвары» М. Горького — Цыганов
- «Чайка» А. Чехова — Сорин
- «Океан» А. Штейна — Костя Часовников
- «Дачники» М. Горького — Суслов
- «Зыковы» М. Горького — Муратов
- «Наполеон Первый» Ф. Брукнера — Талейран
- «Тартюф» Мольера — Тартюф
- «Отелло» Шекспира — Яго
- «Старомодная комедия» А. Арбузова — Родион Николаевич
- «Ищу правую руку»
- «Ричард III»

### Фильмография
- 1981 — Зыковы (телеспектакль) — Муратов

## Память
- В 1993 году Самарскому Дому актёра присвоено имя Лазарева.